# Skovorodinó
Skovorodinó (en rus Сковородино) és una ciutat de la província d'Amur, a Rússia. Es troba al riu Bolxoi Néver, a 481 km al nord-oest de Blagovésxensk.
La seva estació és una important cruïlla ferroviària, perquè forma part de la línia transsiberiana i a més està connectada amb Tinda a través del tram anomenat petita BAM que també suposa l'inici de la línia Amur-Iakutsk.

## Història
Skovorodinó fou fundada el 1908 amb el nom de Zmeini (rus: Змеи́ный) durant les obres del Transsiberià. Més endavant va prendre el nom de Néver-I (Невер-1). El 1911 fou rebatejada amb el nom de Rukhlovo (Рухлово), i ja el 1927 va rebre l'estatus de ciutat. El 1938 Rukhlovo va canviar de nom i va prendre el de Skovorodinó en honor d'A. Skovorodín, president del soviet local, assassinat el 1920 durant la Guerra Civil Russa.
| 1959   | 1970   | 1979   | 1989   | 1992   | 2002   | 2008  |
| ------ | ------ | ------ | ------ | ------ | ------ | ----- |
| 15 083 | 11 400 | 13 000 | 13 824 | 14 100 | 10 566 | 9 788 |